# 17579 Lewkopelew
17579 Lewkopelew è un asteroide della fascia principale. Scoperto nel 1994, presenta un'orbita caratterizzata da un semiasse maggiore pari a 2,3482850 UA e da un'eccentricità di 0,1409197, inclinata di 7,07598° rispetto all'eclittica.